# Rolande
Pour les articles homonymes, voir Rolande (homonymie).
 (juillet 2014).
La Rolande est une rivière coulant dans le département français du Loiret et un affluent du Maurepas, donc un sous-affluent de la Seine par le Fusain et le Loing.

## Géographie
La longueur de son cours d'eau est de 12,6 km.
Elle prend naissance au niveau de la commune de Saint-Michel et se jette dans le Maurepas à Corbeilles.

### Communes traversées
Dans le seul département du Loiret, la Rolande traverse les cinq communes dans le sens amont vers aval de Montbarrois, Beaune-la-Rolande, Juranville, Lorcy, Corbeilles.

## Affluents
La Rolande a deux affluents référencés :
- la "fosse malo", 3,7 km sur Beaune-la-Rolande et Saint-Michel.
- le "ruisseau de lavau", 4,6 km sur Beaune-la-Rolande, Juranville et Lorcy.

## Écologie
La Rolande a deux stations qualité implantées sur son cours d'eau : Beaune-la-Rolande et Corbeilles.